# Acker-Gauchheil
Der Acker-Gauchheil (Anagallis arvensis), auch Roter Gauchheil, Hühnerdarm, Nebelpflanze, Weinbergsstern oder Wetterkraut genannt, ist eine Pflanzenart aus der Gattung Gauchheil (Anagallis) in der Unterfamilie der Myrsinengewächse (Myrsinoideae) innerhalb der Familie der Primelgewächse (Primulaceae). Er gilt im Ackerbau als Unkraut, weil er schwach giftig in all seinen Teilen ist, vor allem in der Wurzel.

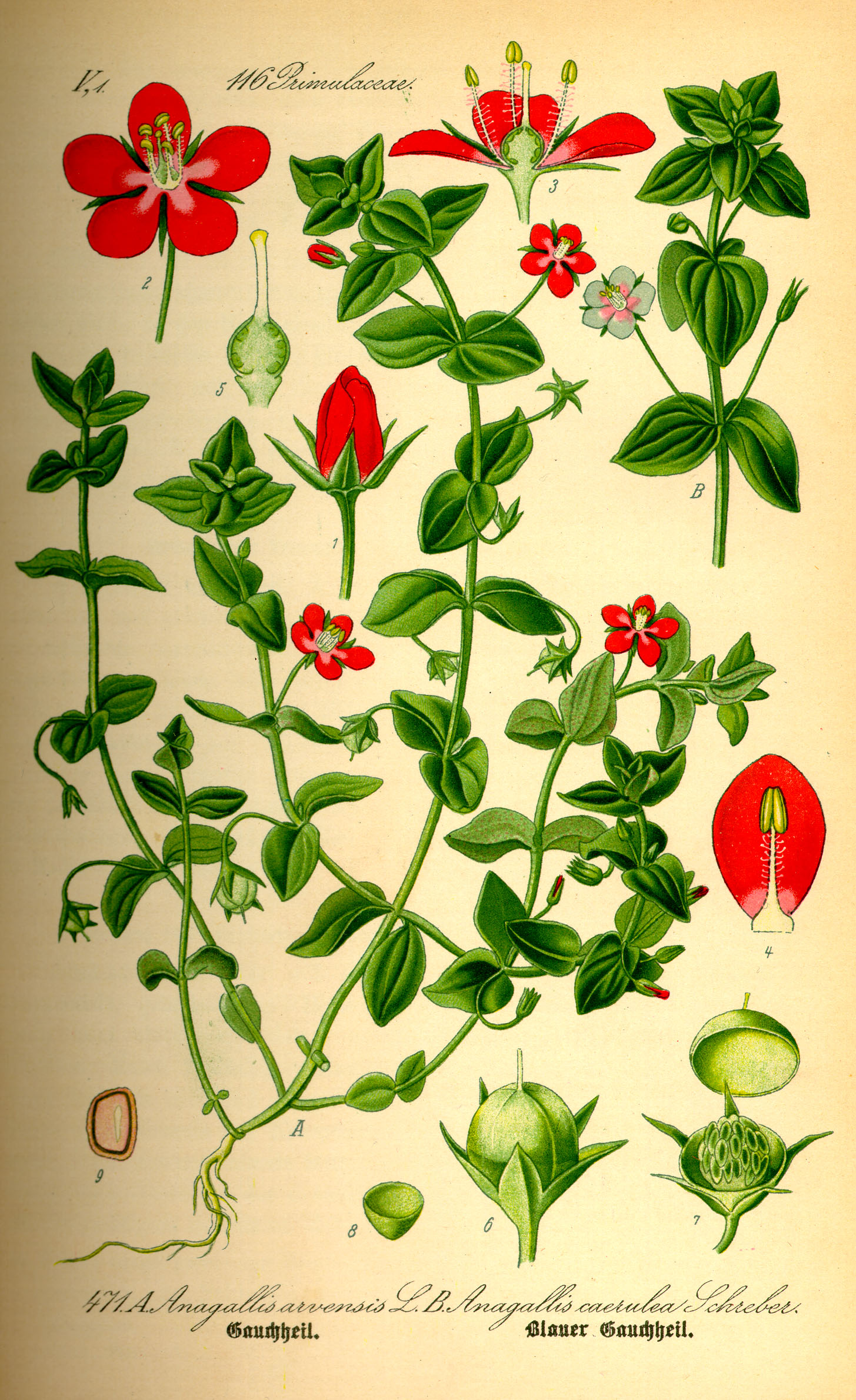
Illustration von Anagallis arvensis sowie Blauem Gauchheil (B)

## Beschreibung

### Vegetative Merkmale
Der Acker-Gauchheil ist eine niederliegend kriechende, einjährige, sommerannuelle Pflanze oder eine aufsteigend wachsende, winterannuelle Halbrosettenpflanze. Der scharf vierkantige Stängel ist 5 bis 30 cm lang. Die gegenständigen, sitzenden Laubblätter sind eiförmig und ganzrandig. Er wurzelt bis 40 Zentimeter tief.

### Generative Merkmale

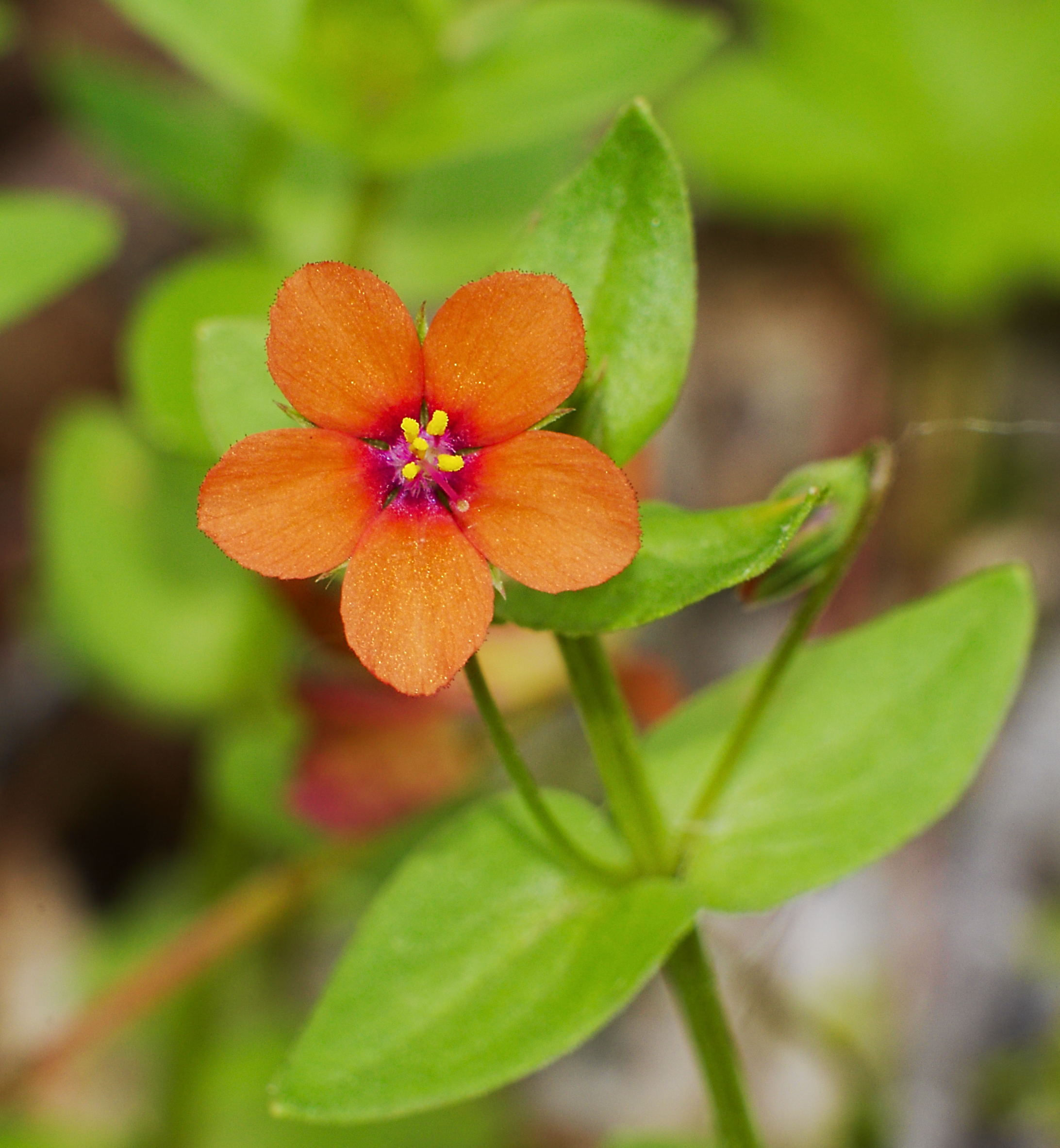
Blüte des Acker-Gauchheils

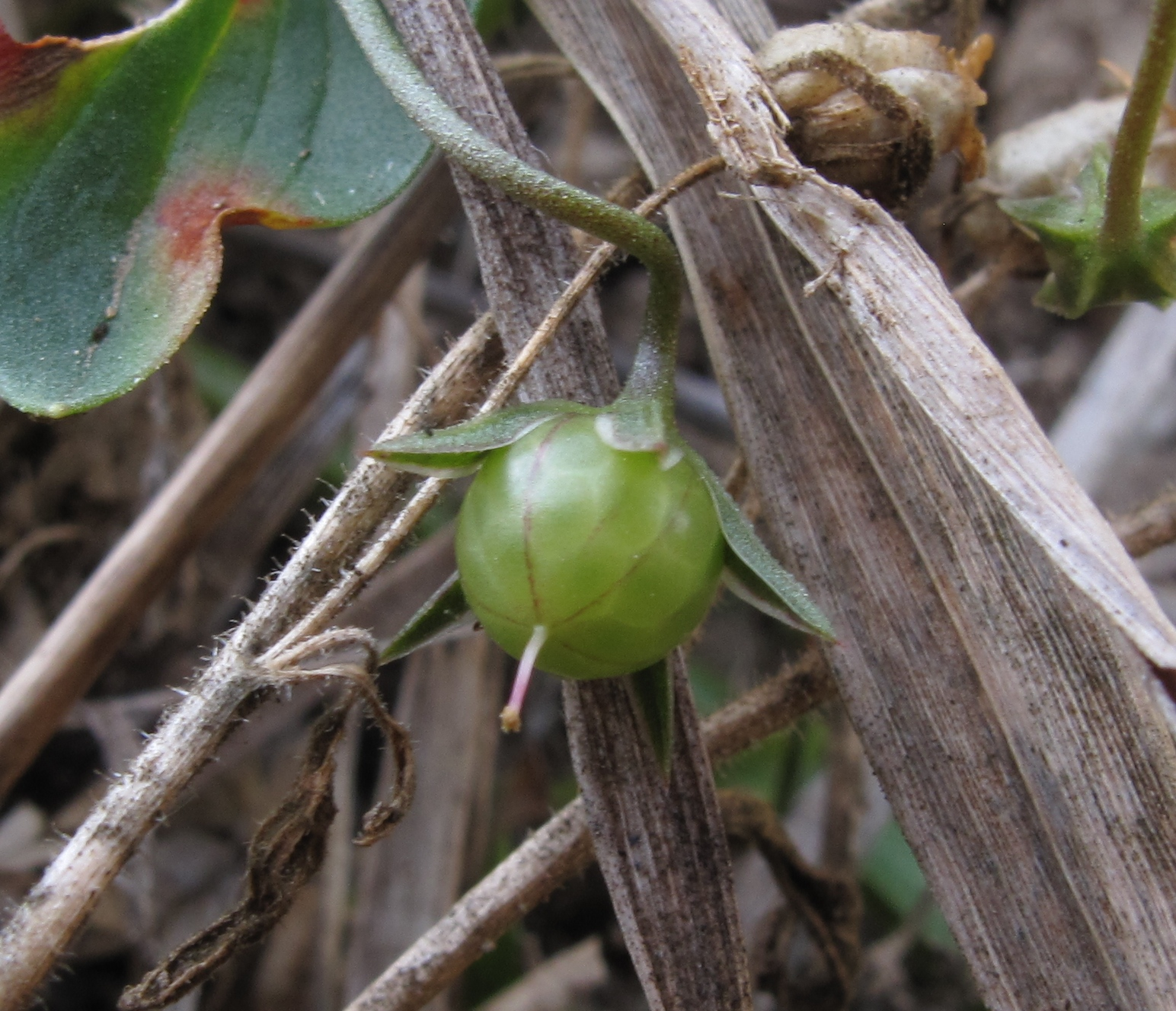
Frucht des Acker-Gauchheils

Die Blüten erscheinen von Frühling bis Herbst, auf der Nordhalbkugel zwischen Mai und Oktober, einzeln in den Blattachseln. Sie sind radiärsymmetrisch und weisen einen Durchmesser von etwa 10–15 mm auf. Dem Blütentyp nach handelt es sich um sogenannte Pollen-Scheibenblumen. Die Staubbeutel besitzen Futterhaare und ziehen verschiedene Bestäuber an, besonders Fliegen. Es kommt vor dem Abblühen jedoch auch zu spontanen Selbstbestäubungen. Am Rande der Kronblätter befinden sich kleine Drüsenhaare. Die Kronblätter sind in Mitteleuropa meist zinnoberrot gefärbt, nur selten blau. Dagegen sind sie bei der im Mittelmeergebiet vorkommenden, etwas größere Blüten besitzenden Unterart subsp. latifolia meist blau gefärbt.
Blaublütige Formen des Acker-Gauchheils werden oft mit dem Blauen Gauchheil (Anagallis foemina) verwechselt. Eine Untersuchung der Phylogenese von 2007 ergab, dass Anagallis foemina näher mit Anagallis monelli verwandt ist als mit Anagallis arvensis und deshalb als eine  eigenständige Sippe gelten soll. Die Taxonomie ist aber noch nicht endgültig geklärt. Einige Forscher schlagen vor, die blaublütige Sippe als Unterart Anagallis arvensis subsp. foemina (Mill.) Schinz & Thell. zu bezeichnen. Wieder andere führen sie als Art und sogar dann bei der Gattung Lysimachia als Lysimachia foemina (Mill.) U.Manns & Anderb.
Das Öffnen der Blüten des Acker-Gauchheils variiert bei feuchtem Wetter. Bauern nutzten diese Erscheinung früher zur Vorhersage des Wetters. Daher kommen auch die deutschen Namen Nebelpflanze und Wetterkraut.
Die Deckelkapselfrüchte des Acker-Gauchheils erreichen ihre Reife auf der Nordhalbkugel von August bis Oktober. Der Fruchtstiel krümmt sich mit der Schwerkraft und die Samen werden durch den Wind ausgeblasen oder als Regenschwemmlinge verbreitet.
Die Art hat die Chromosomenzahl 2n = 40.

## Die FormAnagallis arvensisf.azurea
Die Blütenfarbe des Acker-Gauchheils kann verschiedene Farbtöne annehmen. So sind die Formen arvensis mit leuchtend bis mennigroten, carnea mit fleischfarbenen, lilacina mit lilafarbenen, pallida mit weißen, sowie azurea mit blauen Blüten beschrieben. Bei der Bestimmung der Pflanze kann die Form azurea durch Verwechslungsmöglichkeit mit dem Blauen Gauchheil (Anagallis foemina) Schwierigkeiten bereiten. Ein sicheres Unterscheidungsmerkmal sind die Kronzipfel: Die beim Blauen Gauchheil deutlich unregelmäßig gesägten Kronblätter tragen nur etwa 5 bis 10, höchstens 15 Drüsenhaare. Bei der Form Anagallis arvensis f. azurea sind dies etwa 50 bis 70 Stück. Diese sitzen an nicht oder nur wenig gesägten Kronzipfeln.

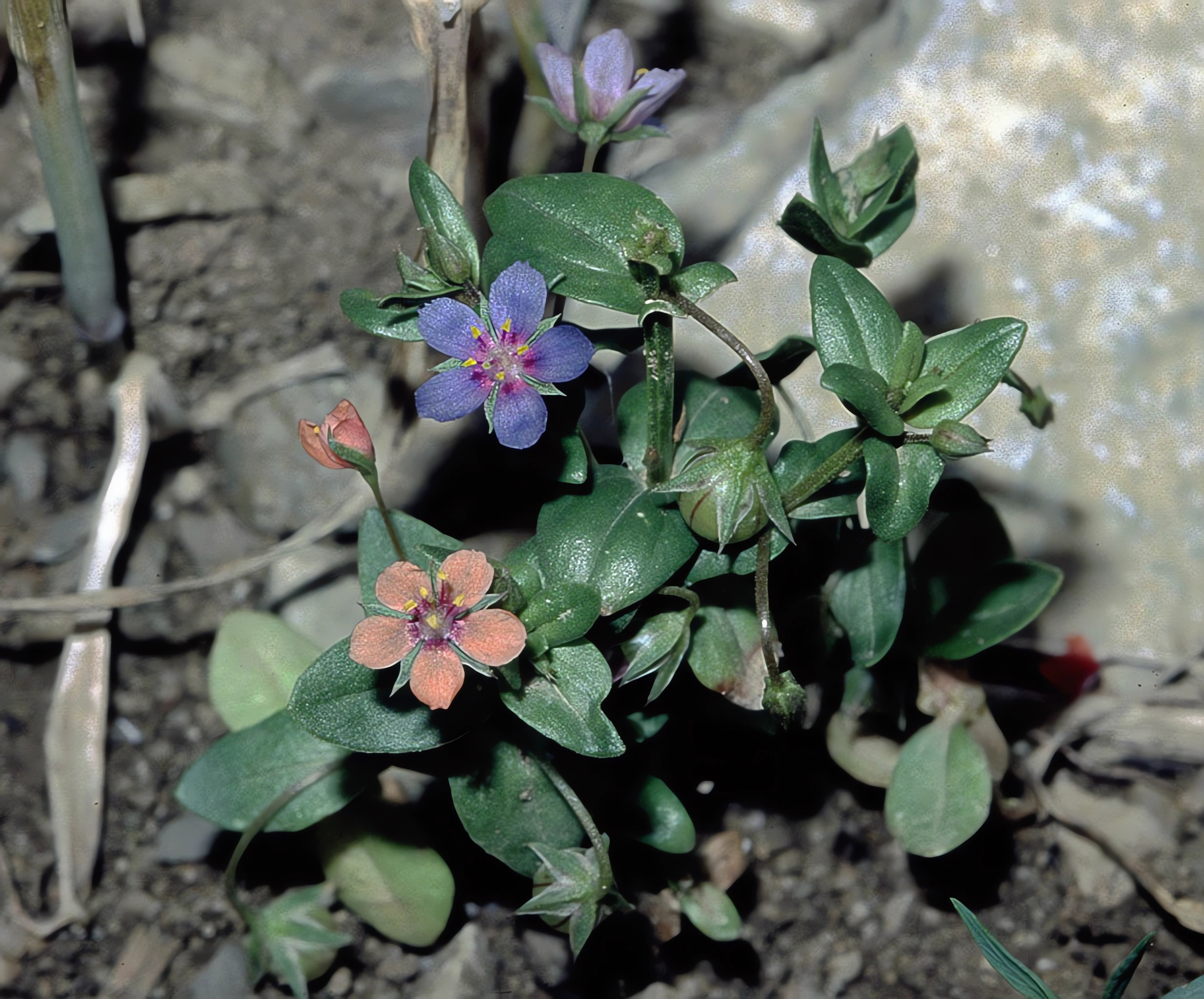
Die Form Anagallis arvensis f. azurea neben einer der f. carnea angenäherten Farbvariante
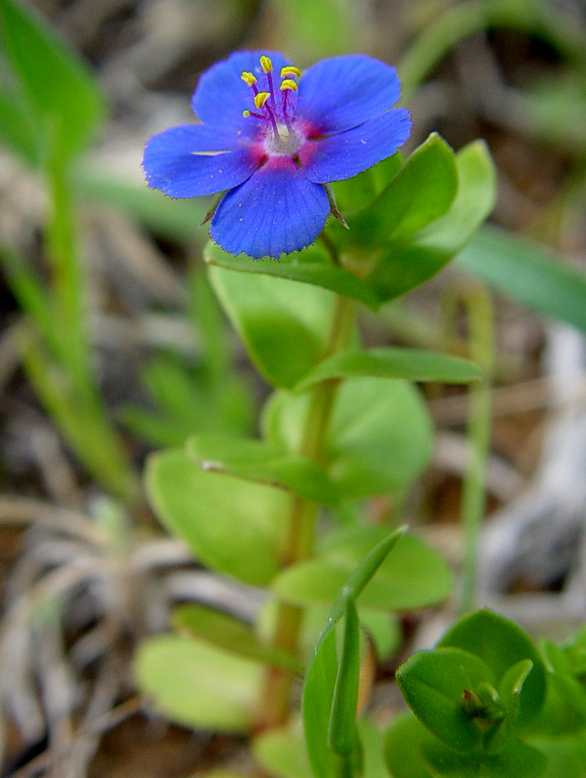
Anagallis arvensis f. azurea. Die Kronblätter der Blüte haben endständige Drüsenhaare
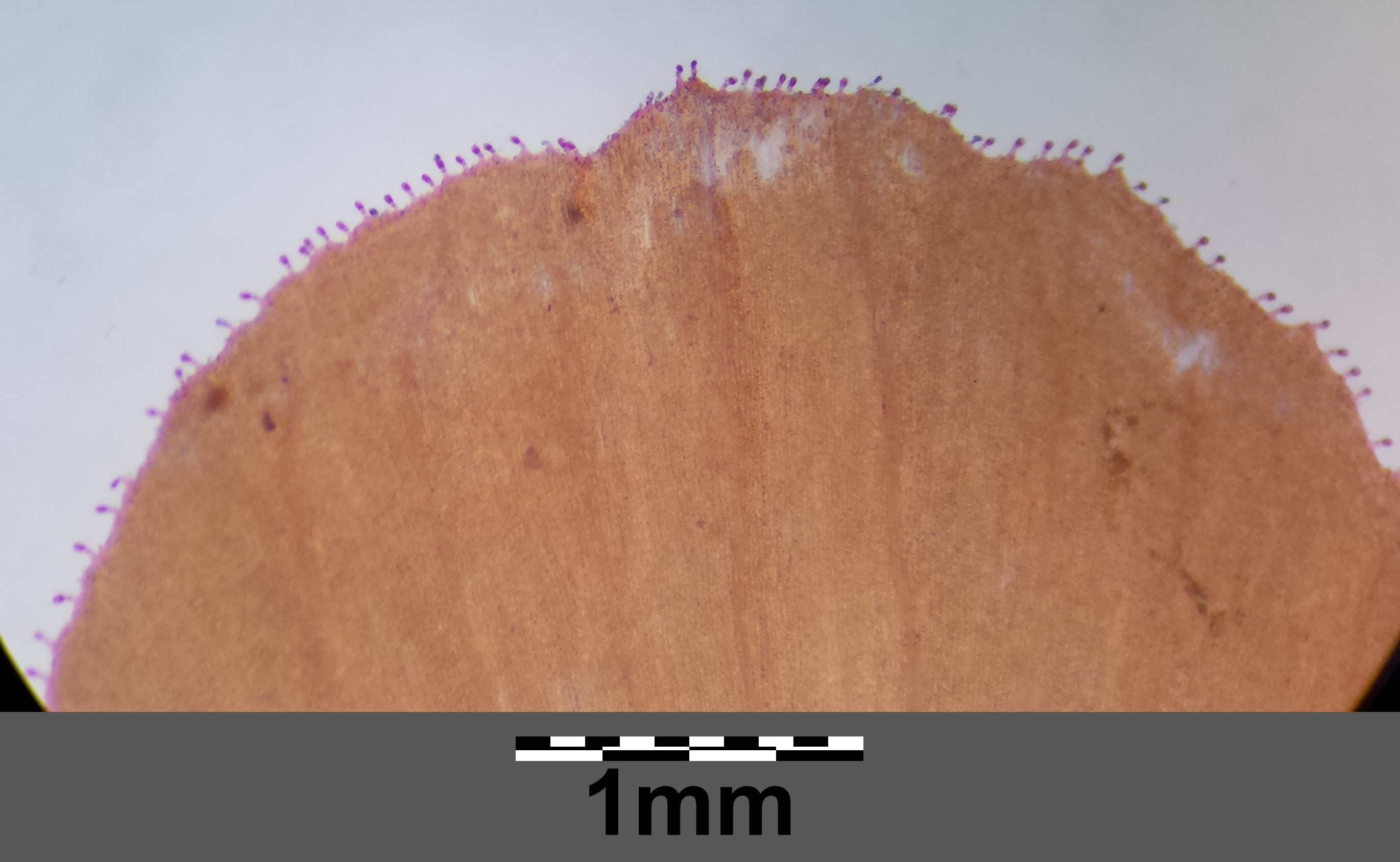
Bei Anagallis arvensis f. azurea tragen die Kronblattzipfel 50–70 Drüsenhaare
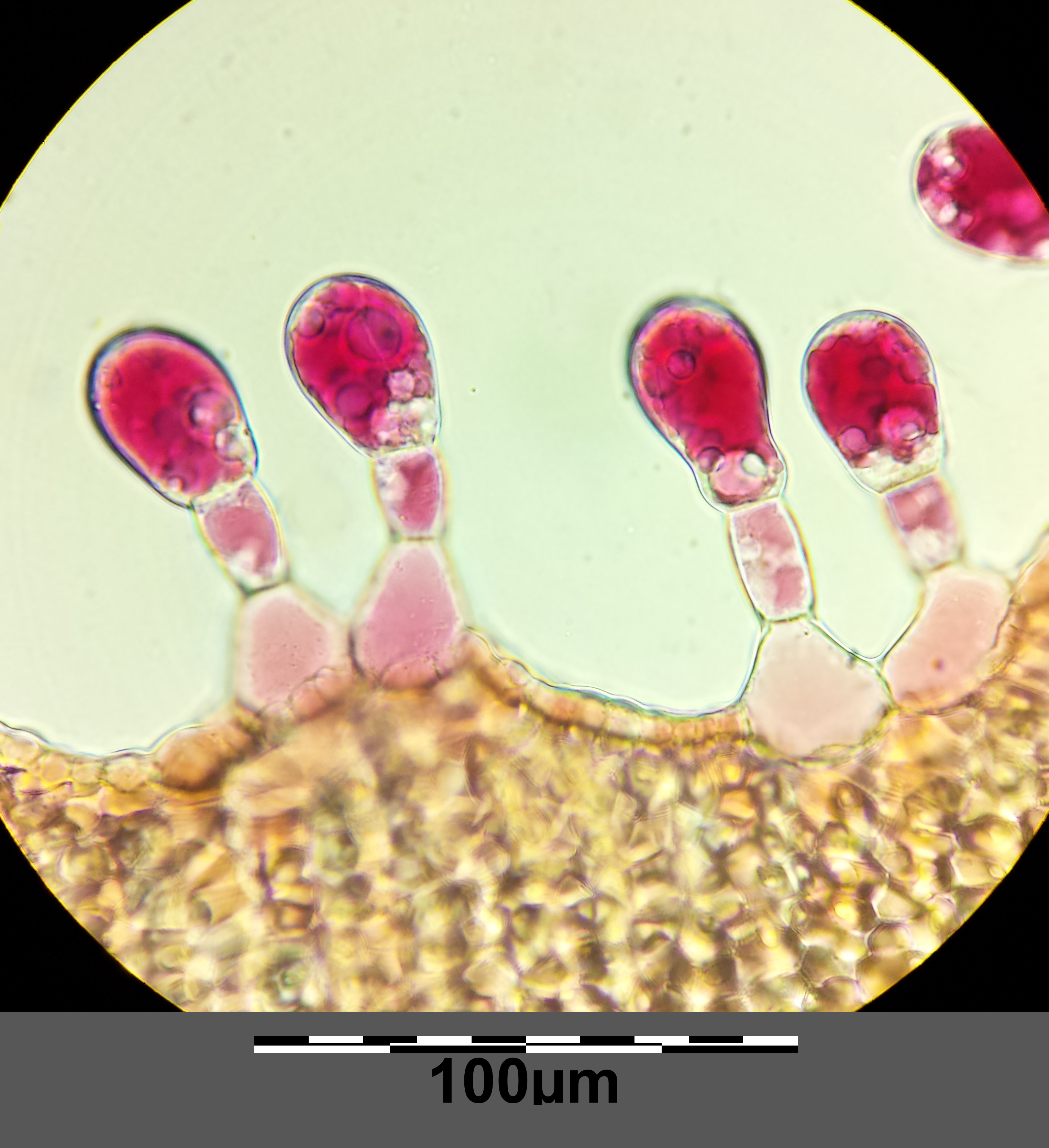
Die Drüsenhaare sind meist dreizellig mit rundlicher Endzelle

## Vorkommen
Ursprünglich stammt der Acker-Gauchheil aus dem Mittelmeergebiet, in ganz Europa ist er jedoch ein Archäophyt. Die Pflanze ist aus Europa weltweit von Menschen verschleppt worden, und ist eine verbreitete, häufige Pflanze, die auf Äckern, in Gärten, Weinbergen sowie auf Schuttplätzen und an ähnlichen Ruderalstandorten vorkommt. Er ist in Mitteleuropa eine Charakterart der Ordnung Polygono-Chenopodietalia, kommt aber auch in Gesellschaften der Klasse Secalietea oder des Verbands Sisymbrion vor. Die Art steigt in Tirol und im Wallis bis 1600 Meter Meereshöhe auf.
Die ökologischen Zeigerwerte nach Landolt et al. 2010 sind in der Schweiz: Feuchtezahl F = 3 (mäßig feucht), Lichtzahl L = 4 (hell), Reaktionszahl R = 3 (schwach sauer bis neutral), Temperaturzahl T = 4 (kollin), Nährstoffzahl N = 3 (mäßig nährstoffarm bis mäßig nährstoffreich), Kontinentalitätszahl K = 3 (subnozeanisch bis subkontinental).
In den letzten Jahrzehnten tritt der Acker-Gauchheil auch am Rand salzgestreuter Straßen oder Autobahnen auf. Er bildet dann am Asphaltrand ein breites rotes Band. Er wächst vor allem in leichter Erde, wird aber auch in Tonboden angetroffen.

## Giftwirkung
Anagallis arvensis ist als kosmopolitische invasive Art generell unerwünscht. Die ganze Pflanze ist giftig, besonders aber die Wurzeln, und sie ist deshalb vor allem auf Weiden unwillkommen. Diesbezüglich ist ihr bitterer Geschmack von Vorteil, so dass weidendes Vieh die Pflanze normalerweise meidet, so lange die Weiden nicht überweidet sind. Laut Berichten aus Australien kann Spreu, die mit Gauchheil verschmutzt ist, wegen des Geschmacks nicht als Futtermittel benutzt werden. Wird die Pflanze jedoch eingenommen, erfährt das Vieh Diurese und eine narkotische Wirkung. Bei Versuchen, wobei Gauchheil Tieren, wie Pferden und Hunden, verabreicht wird, führt er zu Gastroenteritis, mit tödlicher Auswirkung bei hinreichender Dosierung. Die Pflanze hat sich auch bei Geflügel und Kaninchen als giftig erwiesen, die Samen sind für Vögel giftig. Eine Berührung der Blätter kann bei empfindlichen Menschen ein allergisches Kontaktekzem hervorrufen. In Indien wird die Pflanze wegen ihrer schwachen Giftigkeit zum Fischfang benutzt. Ein indischer Brauch, wobei das Öl dazu benutzt wird, Egel aus Nasen von Hunden zu treiben, kann angeblich tödlich sein, wenn der Hund das Öl hinunterschluckt.
Die Pflanze und ihre Samen enthalten Saponine, die vermutlich dafür verantwortlich sind, dass frisches Pflanzenmaterial eine hämolytische Wirkung hat. Sie beinhaltet eine unbekannte Reihe von Glykosiden, u. a. die äußerst giftige Triterpenoide Cyclamin, die in Alpenveilchen (auch Mitglied der Myrsinoideae) vorkommt. Sie enthält auch Bitterstoffe, Gerbstoffe und das proteolytische Enzym Primverase.
Anagallis arvensis ist insektentötend, oder wenigstens Insekten abweisend, vermutlich aufgrund des stechend scharfen Geruchs seines ätherischen Öls. Menschenversuche mit oraler Verabreichung des Öls riefen 24 Stunden Symptome von heftiger Übelkeit, Kopfschmerzen und körperliche Schmerzen hervor. Weitere Vergiftungserscheinungen sind starke Diurese, Zittern, breiiger und wässriger Stuhl, Erscheinungen am Nervensystem, Gehirn und Rückenmark, Entzündungen des Verdauungskanals und schwache Narkotisierung.
Die grünen Pflanzenteile zeigen keine bemerkenswerte antibakterielle Wirkung.

## Verwendung

### Medizinische Verwendung im Altertum
Schon nach Hippokrates von Kos wurde Anagallis trocken auf Wunden gelegt. Pedanios Dioskurides kannte zwei Arten, er empfahl es zum Gurgeln, bei Zahnweh und mit Wein bei Schlangenbiss, Nieren- und Leberleiden. Im antiken Griechenland wurde die Pflanze zur Behandlung von Melancholie eingesetzt.

### Medizinische Verwendung im Mittelalter
Die Heilanzeigen für den Acker-Gauchheil in mittelalterlichen Kräuterbücher gleichen denen der antiken Verwendung. Man hatte Extractum, Syropus, Essentia und Aqua Anagallidis. Es gab auch Verwendungen bei Tobsucht. Lonicerus‘ Kreuterbuch (1564) lobt Gauchheil bei Wunden, als leberöffnend, nierenreinigend und steintreibend, äußerlich bei Augentrübung, Biss „toller“ Hunde und zur Reinigung des Gehirns. Auch Matthiolus’ New-Kreuterbuch (1626) nennt Wunden, Pest, das Gift werde ausgeschwitzt, kindliche Krampfanfälle, äußerliche Anwendung bei heißen, fressenden Geschwüren, Mastdarmvorfall und Hämorrhoiden. Laut Albrecht von Haller galt das Kraut als sicheres Mittel bei Raserei ohne Hitze. Nach Heckers Praktische Arzneimittellehre (1814) steigert es Sekretionen von Haut und Nieren, hilft bei Unterleibsstockungen, Hydrops, Gicht und Steinleiden, besonders aber bei Wut und Wasserscheu (Tollwut). Bohn empfahl es bei gastrisch-hämorrhoidalen Seelenleiden wie Epilepsie und Depression, der frische Saft reinige Wunden. Nach Schulz verwendet man Gauchheil bei chronischer Nierenentzündung, Lithiasis (Steinleiden) und Hydrops (Ödemen), Ikterus (Gelbsucht), Gallensteinen, Leberzirrhose, Obstipation und Epilepsie, den Saft äußerlich bei Warzen und Granulomen.

### Volksmedizinische medizinische Verwendung
Weltweit wird Anagallis arvensis  weniger häufig in der Volksmedizin benutzt als in seinen Ursprungsländern, fand jedoch früher Anwendungen in Salben als Lokaltherapie gegen hartnäckige Geschwüre und Wunden. Er wurde auch als Expektorans benutzt, sowie als Volksheilmittel für Juckreiz, Rheuma, Hämorrhoiden, Tollwut, Lepra, Schlangenbiss, verschiedene Arten von Phthisis (Tuberkulose, Auszehrung), und auch für Nierenkrankheiten wie Ödem oder chronische Nephritis. Der Acker-Gauchheil fand auch Verwendung zur Heilung von Geisteskrankheiten (Gauch = Narr, Kuckuck).

### Heutige medizinische Verwendung
In der modernen evidenzbasierten Medizin wird der Acker-Gauchheil nicht verwendet. Dazu schrieb der Apotheker Mannfried Pahlow in seinem Werk Das große Buch der Heilpflanzen, dass Acker-Gauchheil in der „Schulmedizin nicht verwendet werde“, jedoch würden die „hautwirksamen Inhaltsstoffe eine Überprüfung der Wirksamkeit rechtfertigen“. Als Inhaltsstoffe nennt Pahlow Saponine, Bitterstoffe, Gerbstoffe, Flavonoide sowie eine Substanz, die gegen Pilze helfen würde. Auf alle Fälle wird aufgrund der Giftigkeit von einer Selbstmedikation abgeraten. In größerer Menge führt der Acker-Gauchheil zu Durchfall, Übelkeit und Erbrechen; längerer Gebrauch führt zur Schädigung der Niere und hat ungünstige Auswirkungen auf das Nervensystem. Bei Menschen mit „Primeldermatitis“ können allergische Kontaktekzeme auftreten.

### Verwendung in der Homöopathie
In der Homöopathie, einer nicht durch klinische Studien als wirksam erwiesenen alternativmedizinischen Behandlungsmethode, wird das frische und blühende Kraut als Arzneimittel gegen Exantheme (Ausschläge), Ulcera (Geschwüre) und selten gegen Neurose (Nervenleiden) verwendet. Potenzen von D3 bis D6 finden Verwendung. Die Homöopathie kennt Anagallis arvensis bei trockener Haut mit juckendem Handekzem und Manie.

### Weitere Verwendung
Samen des Acker-Gauchheils werden für die Aussaat im Garten vertrieben, empfohlen wird eine Aussaat ins Freiland im März und April, März bis Mai oder Mai und Juni in voller Sonne. Acker-Gauchheil sei ein guter „Lückenfüller zwischen hohen Stauden und Gehölzen“. Der Boden soll nährstoffreich sein. Geeignet sei er besonders für Naturgärten. Die Pflanze werde von Schnecken gemieden. Kinder und Haustiere sollten einen Kontakt mit dem Acker-Gauchheil vermeiden.
Acker-Gauchheil wird für das Räuchern angeboten; ihm würden „beruhigende und aufmunternde Eigenschaften zugesprochen“ werden. Er würde einen „durcheinander geratenen Verstand beruhigen, Gedanken neu ordnen und für eine klare Sichtweise sorgen“. Passen würde die Pflanze für eine Räucherung mit Lavendel, Beifuß, Lorbeer und Salbei.

## Trivialnamen
Für den Acker-Gauchheil (lateinisch früher anagallis) sind oder waren, zum Teil nur regional, auch die Bezeichnungen Abele, Augenblüte, Blutstruppen (Sommerfeld), Colmarkraut, Colenerskraut, Corallenblümchen, Frauenblume, Fule Lis (Mecklenburg), Ful Liese (Mecklenburg), Gacheil, Gachheil (Bern), Gähheil (Daun in der Eifel), Gauchblume, Gauchheil, Geckenheil, runsche Gedyrme (Mühlhausen, mittelhochdeutsch), Gochheil, Goldhünerdarm (Kärnten, Tirol, Schwaben, Schweiz), Grundheil, Guychelheil (mittelniederdeutsch), Guychelhoil (mittelniederdeutsch), Guygeil (Hamburg), Hahnentritt, Heil aller Welt (Schlesien), Heilkraut, Hendwis, Hennebeyss, Hienebeken (Siebenbürgen), Hienendärm (Siebenbürgen), rod Hone Sune, rod Hnesswerve, Hühnertritt (Schlesien), Hünertarn (mittelhochdeutsch), Hunerdarm bzw. hüenerdarm (mittelhochdeutsch), Jochheil, Katzenfuss, Katzenpfötchen, rote Mäusedarme, Maushödlin, Mausgedärm, roter Meyer (Schlesien, Preußen), rote Miern (Schlesien), rode Mir (Mecklenburg), Mür, Neunerblümle (Augsburg), Neunerle (Augsburg), Nifelkraut (Österreich), Nüniblümli (Schweiz), Nünikraut (Schweiz), Sperlingskraut (Schlesien), Vernunft und Verstand, Vernunftkraut (Schwaben), Vleword, Vliword, Vogelkraut, Wutkraut und Zeisigkraut gebräuchlich.

## Sonstiges
Der Acker-Gauchheil heißt auf Englisch Scarlet Pimpernel und ist damit Namensgeber des Romans The Scarlet Pimpernel (deutsch: Das scharlachrote Siegel) von Emmuska Orczy und des gleichnamigen Musicals Das scharlachrote Siegel von Frank Wildhorn und Nan Knighton.